# Dehradun

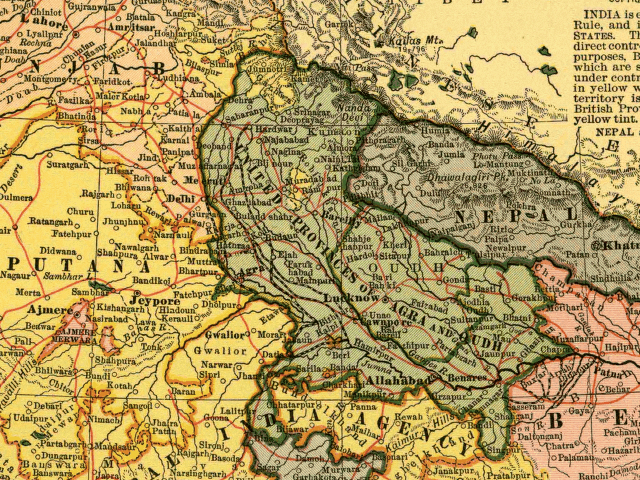
Dehradun a les Províncies Unides 1903.

Dehradun (hindi देहरादून) també Dehra Dun o Dehra Doon, és una ciutat de l'Índia, capital provisional d'Uttarakhand i del districte de Dehradun, situada a la vall del Dun. La població el 2001 era de 447.808 habitants.

## Etimologia i història
Dehra vol dir "camp" i Dun és el nom tradicional de la comarca, segurament agafat del riu Dun (o al revés). La ciutat fou fundada al començament del segle xviii pel guru sikh Ram Rai, herètic fundador de la secta ascètica Udasin, fill gran del setè guru sikh Shri Guru Har Rai Ji. La municipalitat fou establerta el 1867, i tenia 18.959 habitants el 1881 i 24.039 habitants el 1901.
Vegeu Districte de Dehradun.

## Galeria

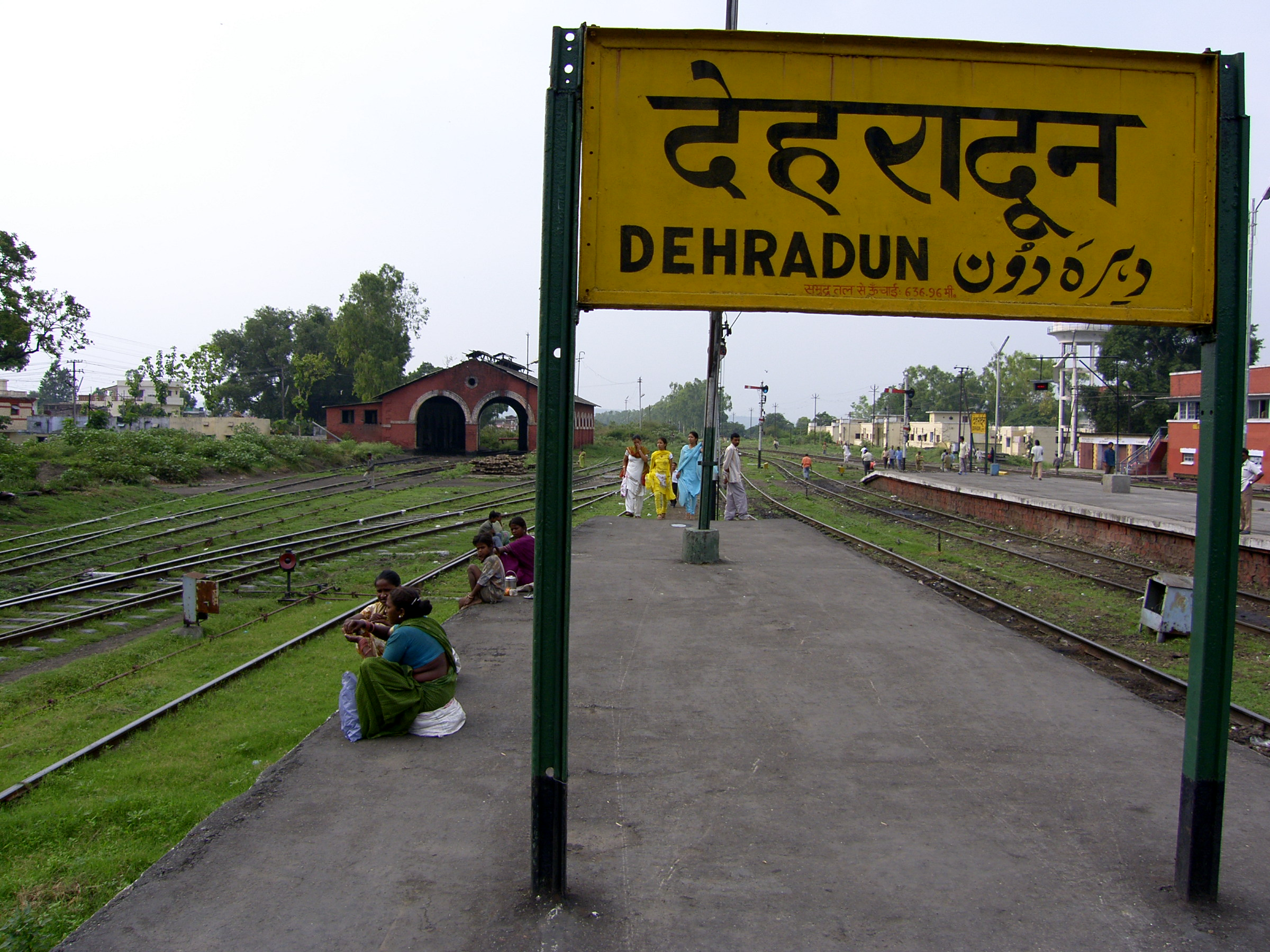
Dehradun, India
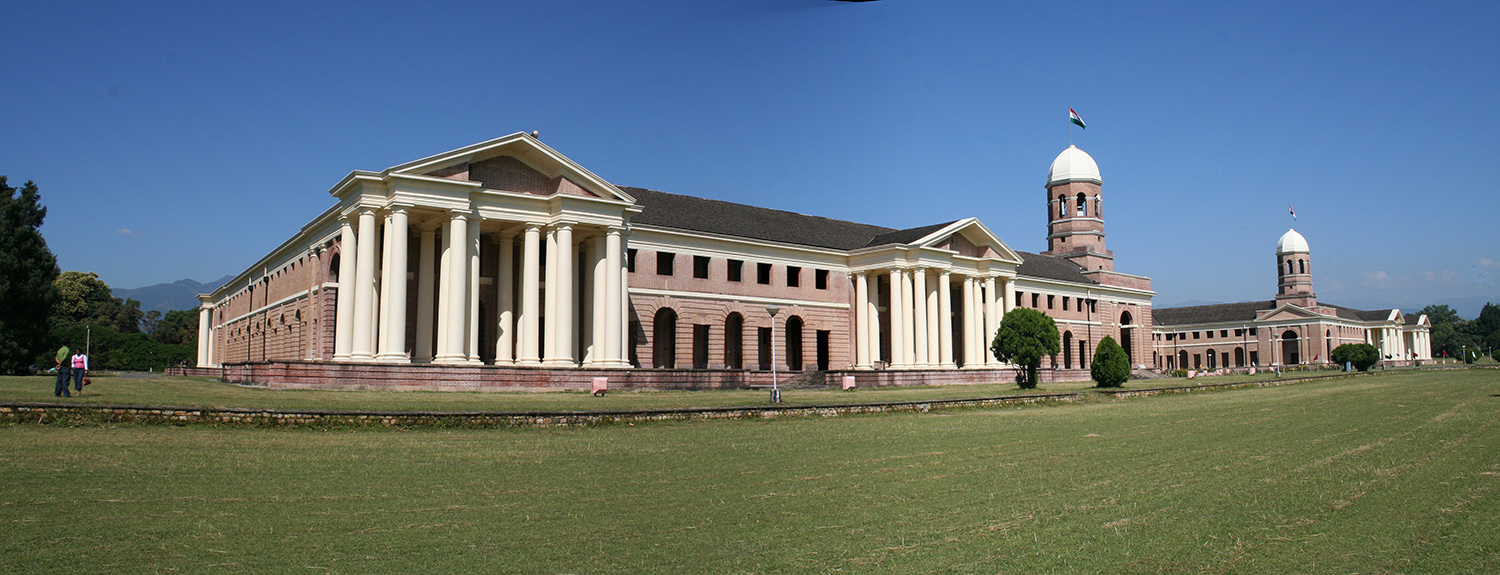
Forest Research Institute a Dehradun